# Pleurozia muelleri
Pleurozia muelleri là một loài rêu trong họ Pleuroziaceae. Loài này được Stephani mô tả khoa học đầu tiên.
Danh pháp khoa học của loài này chưa được làm sáng tỏ. 